# Umberto Merlin
Umberto Merlin (Rovigo, 17 febbraio 1885 – Padova, 22 maggio 1964) è stato un politico italiano.

## Biografia
Umberto Camillo Rodolfo Merlin nacque a Rovigo, il 17 febbraio 1885, primogenito di Andrea, impiegato, e di Elisa Bisaglia, casalinga.
Coetaneo e compagno di classe di Giacomo Matteotti (frequentano entrambi il Liceo Classico "Celio" di Rovigo), si laurea in legge a Padova nel 1906.
A soli 15 anni diventa presidente dei giovani democratico-cristiani associati nel circolo San Francesco di Rovigo. Il suo progetto politico era quello di creare associazioni omologhe a quelle socialiste e repubblicane e coinvolgere le Casse Rurali quali soggetti attivi nella trasformazione economica delle campagne.

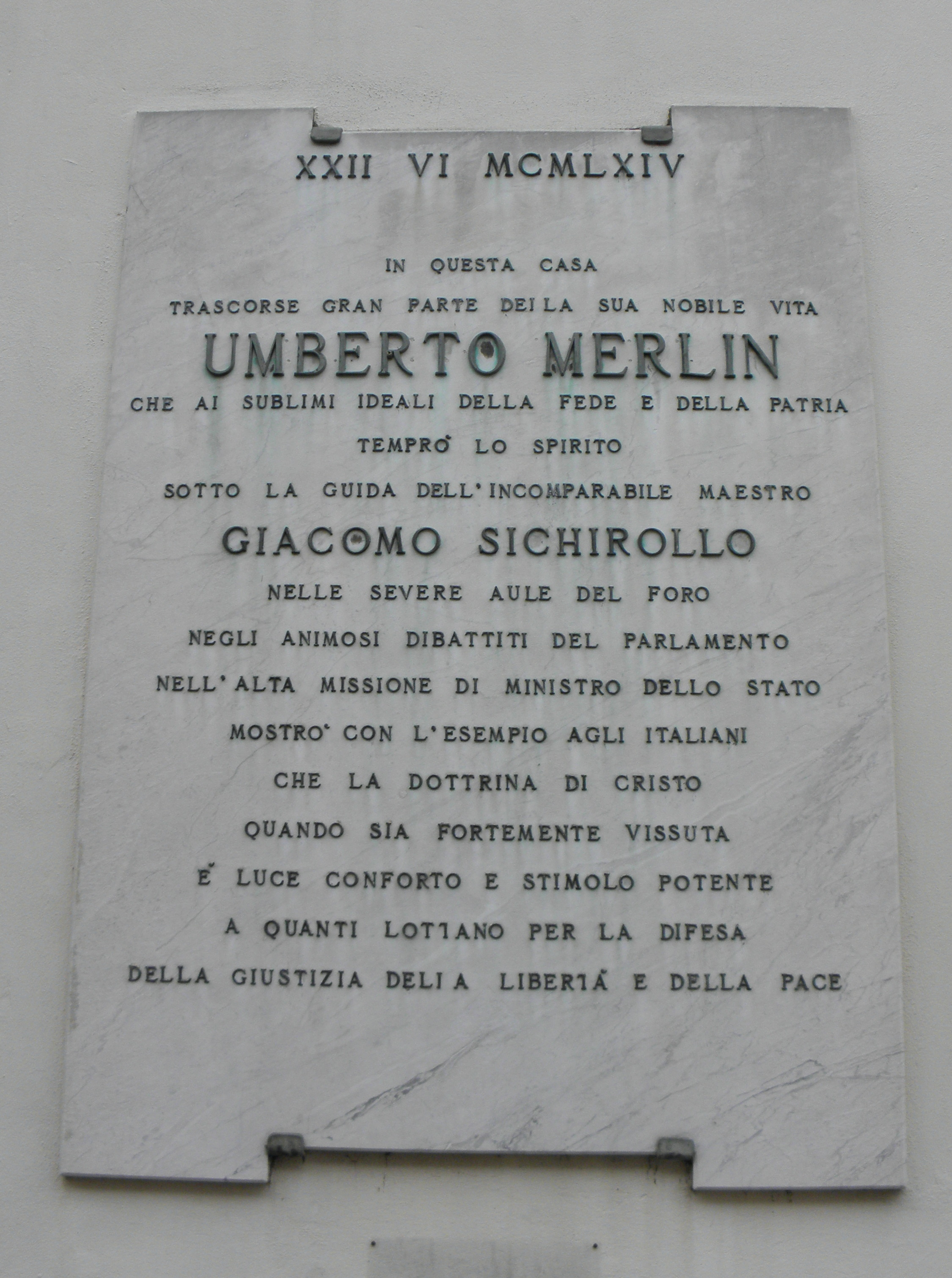
Lapide commemorativa posta sulla facciata della casa in cui soggiornò per lunghi anni Umberto Merlin, sita in Via Silvestri a Rovigo.

L'attività di Merlin fu notata ed apprezzata da Giuseppe Toniolo che lo avrebbe voluto con sé a Firenze tra i membri laici del primo nucleo della costituenda Unione Popolare.
Alle elezioni politiche del 1913, nelle quali i cattolici non potevano ancora direttamente partecipare, ma con il Patto Gentiloni si impegnavano ad appoggiare gli esponenti liberali, Umberto Merlin svolse la campagna elettorale a favore dell'esponente liberale Ugo Maneo presso il quale in quel periodo svolgeva opera di praticantato presso il suo studio di avvocato.
Ugo Maneo risultò vincente al ballottaggio con il socialista Galileo Beghi ma l'anno successivo dovette cedere il seggio di Montecitorio a quest'ultimo in seguito all'accoglimento del ricorso presentato dall'esponente socialista.
A causa di questa sconfitta, i rapporti tra liberali e cattolici si deteriorarono e da parte dei cattolici era sempre più sentita l'esigenza di diventare parte politica attiva.
Allo scoppio della prima guerra mondiale Merlin entra nel Regio Esercito con il grado di tenente. Nel 1919 è tra i fondatori del Partito Popolare insieme a Luigi Sturzo e ad Alcide De Gasperi di cui diviene membro nella direzione e consigliere nazionale. Secondo Merlin, il Partito Popolare non doveva difendere interessi, ma principi, non la borghesia, ma gli alti valori morali.
Merlin veniva così descritto nel 1919 in un rapporto prefettizio:
... un giovane di molto ingegno, di grande equilibrio morale e di attività tenace. Egli ha saputo iniziare una organizzazione che è bene avviata, ma sulla efficacia di essa non possono ancora avventurarsi giudizi o previsione, perché non si sono ancora avute notevoli manifestazioni collettive del Partito, ed anche perché, se pure i principi e le pratiche religiose sono ancora in vigore nel complesso della Provincia, non è dato di affermare quale influenza ciò possa avere nel campo politico...
In un articolo pubblicato su Il Popolo, settimanale della Diocesi di Adria, il 3 maggio 1919, così Umberto Merlin racconta la nascita del Partito Popolare:
... In una sera del dicembre 1918 eravamo riuniti a Roma in una trentina di amici per gettare le basi del nuovo Partito. Don Luigi Sturzo aveva finito di esporci le linee fondamentali del programma: dopo lunga discussione l'accordo erasi raggiunto. Sturzo, piangendo di commozione, ci disse che il nostro lavoro era finito, ora toccava ad altri. Il giorno dopo una commissione di fiduciari avrebbe illustrato al Santo Padre le nostre proposte: se Egli avesse creduto, i cattolici italiani avrebbero costituito il loro Partito; se fosse stato di diverso avviso, essi avrebbero desistito dal loro tentativo, continuando il lavoro nell'ambito dell'Azione Cattolica.
Viene eletto deputato nel 1919, nel 1921 e nel 1924. Fu tra i favorevoli all'alleanza tra i popolari ed i fascisti e quando si formò il governo Mussolini venne nominato sottosegretario al Ministero delle Terre Liberate dal Nemico, carica che ricoprì fino al 5 febbraio 1923, giorno in cui il suddetto dicastero venne soppresso.
Durante il periodo della dittatura fascista svolge l'attività di avvocato. Subito dopo il 25 aprile 1945 rivestì la carica di sindaco di Rovigo. Nel 1946 viene eletto all'Assemblea Costituente e nel 1948, per le prime quattro Legislature e fino alla morte, al Senato della Repubblica.